# Hans-Joachim Heßler (Komponist)

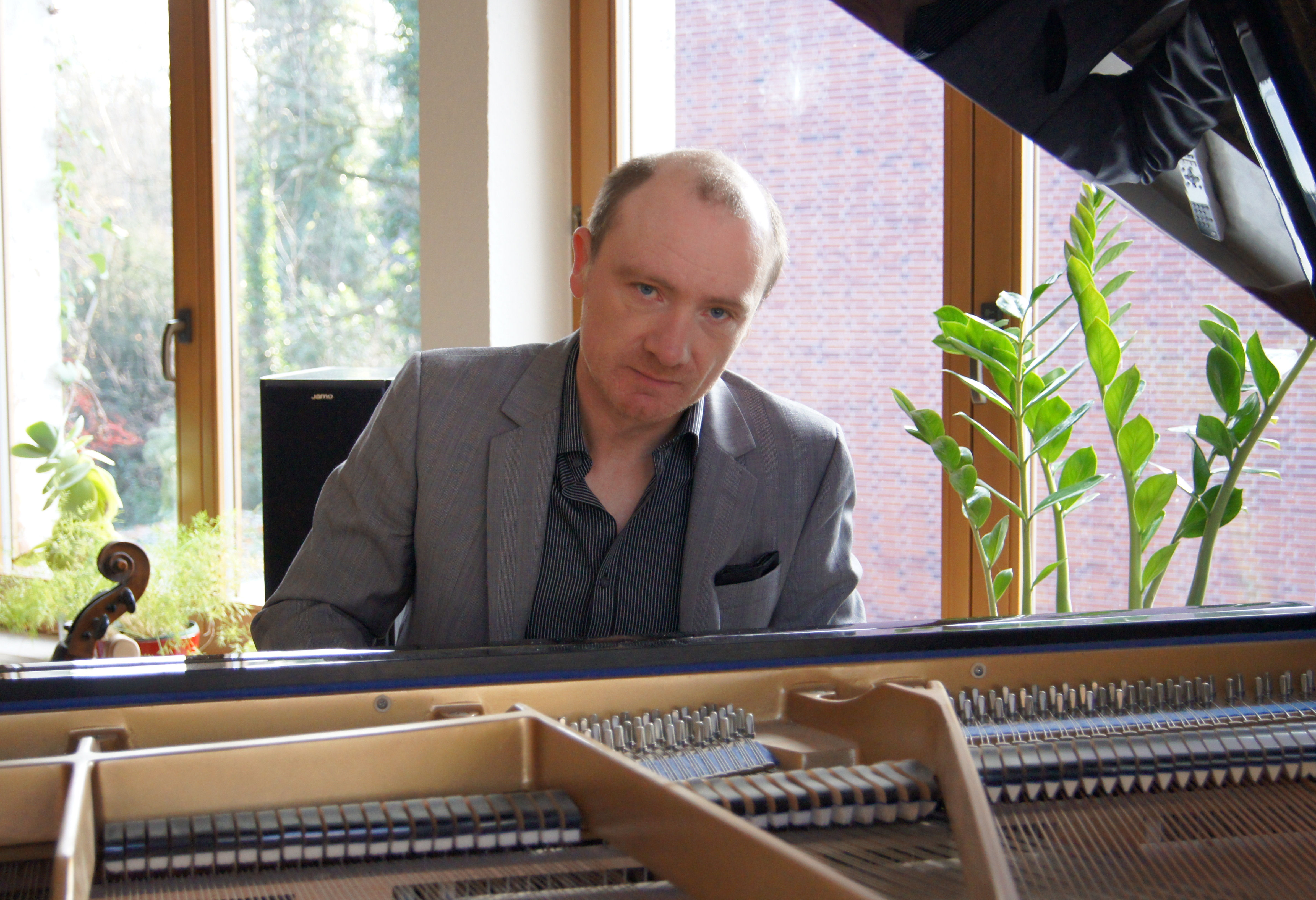
Hans-Joachim Heßler

Hans-Joachim Heßler (* 7. Januar 1968 in Recklinghausen) ist ein deutscher Komponist, Musiker und Musikwissenschaftler. Er lebt heute in Duisburg und Diemelsee. Als Zeitgenössischer Komponist ordnet er sein Schaffen in Schrifttum und Werk offensiv der Epoche der musikalischen Postmoderne unter.

## Leben
Nach seinem Abitur am städtischen, altsprachlichen Gymnasium Petrinum zu Recklinghausen studierte er zunächst Musikwissenschaften an der Westfälischen Wilhelms-Universität zu Münster und dann von 1990 bis 1997 Schulmusik und Germanistik an der heutigen Technischen Universität Dortmund. Seine künstlerische Ausbildung am Klavier erhielt er u. a. bei Werner Seiss und Bob Degen, an der Orgel u. a. bei Karl Weyers und Thomas Gabriel, im Tonsatz u. a. bei Heribert Buchholz und Tomasz Stańko. Von der Universität für Musik und darstellende Kunst Graz wurde ihm im Jahr 2008 der akademische Grad des Doctor philosophiae verliehen.

## Das Werk
Heßlers vielfältige künstlerische Sozialisation als Jazzmusiker, Komponist und klassischer Pianist bzw. Organist schlägt sich auch in seinem Werk nieder. So sind Polystilistik und Grenzüberschreitungen aller Art wesentliche Merkmale seines Schaffens.

### Referenzen an Jean-François Lyotard
Bedingt durch seine Beschäftigung mit den philosophischen Schriften Jean-François Lyotards zeigen sich viele von Heßlers Werken als von diesem Denker der Postmoderne beeinflusst, so etwa seine Kammermusikwerke „Aktualisierungszwang“ und „Tonregelsystem 189“, die sich im Speziellen mit der Ereignisphilosophie Lyotards auseinandersetzen, und die Orchesterwerkreihe „Le Différend XVII-XXIII“, welche seinem gleichnamigen philosophischen Hauptwerk gewidmet sind.

### Konzeptionelle Diskontinuität
Seit Beginn seiner Karriere legt Heßler sein spezielles Augenmerk auf musikalische Brüche und die Gestaltung von Übergängen zwischen den verschiedenen Gattungen und Stilen. Mitte der 1980er Jahre, zum Beispiel, heißt es im Programm des FLAX-TRIOs, dem Heßler als prägendes Mitglied, Pianist und Keyboarder angehörte: „Mit Lust werden Grenzen zwischen verschiedenen Musikstilen niedergerissen, diese – in Einzelteile zerlegt – aufgesogen und in völlig neuen Formen dem Hörer nahe gelegt.“ Dieses kompositorische Verfahren, das Heßler frei nach Frank Zappa „Konzeptionelle Diskontinuität“ nennt, bestimmt sein Wirken bis heute.

## Schriften (Auswahl)
Wie nahe Theorie und Praxis beieinanderliegen, zeigt sich in Heßlers Übertragung der Theorie der Intensitäten, nach der sich im Falle des Widerstreites zweier Diskurse bzw. beim Übergang vom einen in den anderen Diskurs intensive Gefühle ereignen, auf die Praxis der Musik in seinem Buch über Jean-François Lyotard mit dem Titel „Philosophie der postmodernen Musik“ [NonEM Verlag, Dortmund 2001, ISBN 3-935744-00-5].
Dass nicht nur Pierre Boulez, sondern auch Madonna zur Zeitgenössischen Musik zu zählen ist, wird in Heßlers posthistorischen Betrachtungen zum „Verschwinden der Musik“ [NonEM-Verlag, Dortmund 2007. ISBN 3-935744-06-4] deutlich.
Heßler Umfangreiche Abhandlung „Der zornige Baron“ [United Dictions of Music, Duisburg 2010. ISBN 978-3-942677-00-4] zeigt u. a., dass sich seiner Ansicht nach auch der Musiker und Komponist, Charles Mingus, unter den Idealtypus der „Konzeptionellen Diskontinuität“ subsumieren lässt.

## Politisches Engagement
Heßler interpretiert einen der bedeutendsten Schlüsseltexte zur Diskussion um die Postmoderne „Überquert die Grenze, schließt den Graben!“ von Leslie Fiedler im Sinne eines Bildungsauftrages für Künstler und als Selbstverpflichtung eines überzeugten Demokraten, zur Überwindung von Elite- und Massenkultur auch im Bereich der Zeitgenössischen Musik beizutragen.

## Werkverzeichnis (Auswahl)

### Klavierwerke
- Adagio e molto espressivo (1992)
- Allegro vivace (1992)
- Claude und der ungerade Takt (1994)
- Quasi Fuga (1992)
- S.L.Y. (1994)
- Verschwindungen Über-ES (1999)
- 10 lateinamerikanische Kompositionen (2003)
- 10 Well-Tempered Appearances Of The Blues (2003)

### Orgelwerke
- A.C. D.E.B. (2006)
- Dance Macabre (2003)
- D.S.C.A. (2009)
- Evocationen Nr. 1 & Nr. 2 (1995)
- G.F. H.A.E. (2006)
- Impressionen Nr. 1 & Nr. 2 (1995)
- Irritationen 1 (2003)
- Radierungen (2000)

### Kammermusik
- Aktualisierungszwang für Klavier, Kontrabass und Violine (1997)
- Bitte stehen lassen für Kontrabass und Bassklarinette (1987)
- CHANFLAX für Kontrabass, Bassklarinette und Klavier (1988)
- Continuum contra Punctum für Klavier, Kontrabass, Violine und Marimbaphon (1997)
- Der Bilderbuchmond für Stimme und Klavier (1994)
- Ein leerer Traum des Glücks für Stimme, Sopransaxophon und Klavier (1994)
- Erwachen für Stimme, Sopransaxophon und Klavier (1992)
- Immer schön lächeln für Kontrabass, Bassklarinette und Klavier (1987)
- Methexis I-VII für 3 Violinen, Kontrabass, 2 Posaunen, Trompete, Flöte, Klarinette, Vibraphon, Pauken, Akkordeon, Klavier und Stimme (1994)
- Sechs Diskurse für Violine solo (1997)
- Tanz im Vogelkäfig #2 (Satirical Dance) für Streichquartett mit Nebeninstrumenten (2004)
- Tonregelsystem 189 für Klavier, Kontrabass, Violine und Marimbaphon (1997)

### Orchesterwerke
- HALB! (Hommage à Leonard Bernstein, 2000)
- Le Différend XVII (1997)
- Le Différend XXI (1997)
- Le Différend XXIII (1997)
- Nabuli Tintin (1999)
- Picturesque Sceneries: The Musical Journey Of Anna And Her Magical Flute (2005)
- Sarabanda (2010)
- W.T.C. — Meditatio Pacis — Invocatio Pacis (anlässlich des 11. September 2001)

### Theatermusiken
- Marat/Sade (1996)
- Requiem für einen Spion (1994)
- ruhr.mensch! (2003)

### Improvisationswerke
- Kaleidoskop #1 (1999)
- Tanz auf dem Vulkan (2006)
- Spiegel im Spiegel (2008)
- (mit Stefan Werni und Christian Jendreiko:) D.A. CD, Dortmund 2008; DNB 360217001
- Canción del Emperador (2009)